# Kaoklai Kaennorsing
Kaoklai Kaennorsing (ur. 13 września 1983 roku) – tajski zawodnik muai thai, kick-boxer i bokser. Jest najlżejszym zawodnikiem jaki kiedykolwiek wygrał turniej z cyklu K-1 World GP.

## Sportowa kariera

### Boks tajski
W swojej karierze zdobył tytuły mistrza Stadionu Rajadamnern (obok mistrzostwa Lumpini najbardziej prestiżowe trofeum w muay thai) w wadze półśredniej i superpółśredniej. 
14 marca 2010 roku w El Monte znokautował ciosem łokciem Japończyka Magnum Sakai w walce o mistrzostwo świata WBC Muay Thai w wadze półciężkiej (do 175 funtów). Tytuł ten stracił 23 lutego 2011 roku, przegrywając w Czelabińsku na punkty z Rosjaninem Artiomem Lewinem.

### K-1
Kaennorsing był jednym z nielicznych zawodników z Tajlandii walczących w K-1 WGP. Zasłynął umiejętnością pokonywania znacznie wyższych i cięższych od siebie rywali m.in. Aleksieja Ignaszowa, Mike'a Bernardo czy Mighty'ego Mo (wszyscy o wadze ponad 100 kg).
Zwyciężył w turnieju K-1 World Grand Prix 2004 w Seulu. Ważył wtedy 78 kg, co czyni go najlżejszym zawodnikiem, który wygrał turniej w cyklu K-1 WGP. Był też półfinalistą K-1 World Grand Prix 2004 w Tokio. 
W 2005 roku bronił w Seulu tytułu zdobytego w poprzednim roku. W finale turnieju zmierzył się z olbrzymim Choi Hong-manem (218 cm, ponad 160 kg). Największa w historii K-1 dysproporcja rozmiarów obu zawodników zadecydowała o zwycięstwie Choia, aczkolwiek walka była zaskakująco wyrównana (potrzebna była dodatkowa runda, aby wyłonić zwycięzcę).  
W K-1 stoczył 16 walk (14 w K-1 WGP i 2 w K-1 MAX). W swojej sportowej karierze wygrał w sumie ponad 200 walk (w boksie tajskim i kick-boxingu).

## Osiągnięcia
- 2010-2011: mistrz świata WBC Muay Thai w wadze półciężkiej
- 2008: mistrz świata IKKC Muay Thai w wadze juniorciężkiej
- 2004: K-1 World GP w Seulu GP – 1. miejsce
- 2003: mistrz Stadionu Rajadamnern w wadze superpółśredniej
- 2002: mistrz Stadionu Rajadamnern w wadze półśredniej